# Triops cancriformis
Triops cancriformis es un crustáceo branquiópodo perteneciente al orden de los  notostráceos. Reciben diversos nombres vulgares, como tortuguitas o tortuguetas. 
Ostentan el récord mundial de permanencia sobre la faz de la tierra, ya que lleva unos 220 millones de años (desde el Triásico) sin sufrir apenas variaciones en su forma. Es por esto que son considerados "la especie animal viva más antigua del planeta".

## Características
Los Triops tienen tres ojos, dos ojos compuestos internos, y un ojo naupliar entre medio, un caparazón aplanado oval que cubre la cabeza y los segmentos del cuerpo que llevan apéndices. El orden contiene una sola familia, con solo dos géneros existentes.
Los Triops se encuentran en el fondo de charcos y lagunas, donde se desplazan con el vientre hacia abajo. En caso de escasez de oxígeno, puede ocurrir que naden con el vientre hacia arriba en la superficie del agua. Los notóstraceos son omnívoros y hurgan en el fondo de los charcos en busca de alimento, ayudándose con el ángulo delantero de su caparazón para revolver el barro. Su dieta se basa en plancton, larvas de insectos, gusanos y hasta renacuajos cuando se encuentran débiles. A menudo viven con los anostráceos y cuando estos se encuentran débiles o moribundos, pueden constituir una buena parte de su alimentación. También se puede observar canibalismo entre Triops durante la muda del caparazón ya que son más susceptibles de depredación. En Europa Central los Triops son, casi sin excepción, hembras partenogenéticas. Poseen una glándula hermafrodita y se reproducen por partenogénesis. Los huevos maduros son transportados en una bolsa incubadora en los apéndices en la base del undécimo par de patas. En el norte y centro de Europa aparecen machos en muy raras ocasiones; en el sur y oeste de Europa y en África del norte, la aparición de machos y hembras está equilibrada. 
En Austria viven dos especies de notostráceos de la familia Triopsidae que normalmente aparecen cada especie en distintas estaciones del año.

## Ciclo vital
Su ciclo vital es muy rápido y está perfectamente adaptado a la sequía. Los huevos enterrados en el lodo seco pueden resistir fuertes heladas durante el invierno y eclosionar en 2 o 3 días con la humedad de las primeras lluvias, aunque es necesaria una temperatura mínima de 23 grados centígrados para ello. Los jóvenes Triops, con una dieta omnívora, comienzan a alimentarse frenéticamente de todo lo que encuentran. Navegan por el fondo hurgando en el lodo y prefieren alimentarse de detritus vegetal pero si este escasea devoran renacuajos, artemias o a sus congéneres cuando están mudando el caparazón y son más frágiles. Alcanzan una talla de 10 cm y antes de envejecer y morir al mes y medio de vida dejan toda la descendencia que pueden. Si los machos escasean, lo que es habitual, las hembras pueden reproducirse por partenogénesis sin la colaboración de estos. Los huevos pueden viajar en el barro que queda pegado a las patas de las aves que visitan sus charcas y de esta forma pueden extenderse por toda su área de distribución (Europa). 
Son bastante fáciles de criar en cautividad y existen tiendas virtuales en Internet que venden saquitos de huevos para tenerlos en acuarios.

## Distribución
Los Triops cancriformis pueden ser encontrados en África, Asia, Europa, Palestina, las Islas Maltesas, Norte y Centro América.